# 薩利納斯谷
薩利納斯谷（英語：Salinas Valley）是加利福尼亞州的主要山谷和生產力最高的農業區之一，位於聖華金谷以西，舊金山灣及聖克拉拉谷以南。薩利納斯河形成了河谷，沿著山谷向西北方流動。
薩利納斯谷是在18世紀晚期西班牙殖民上加利福尼亞省時期命名的。在西班牙語中，Salina意為鹽湖。薩利納斯河有大片的窪地，在夏季和乾旱期間時，鹽分會增加，導致流量下降。
山谷呈東南-西北走向，始於聖阿爾多以南，由中央加利福尼亞海岸山脈構成，繼續向西北延伸。西邊是聖露西亞山脈，東邊是加比蘭山脈，直到蒙特雷灣的河口為止。它也因約翰·史坦貝克的小說《伊甸之東》和《人鼠之間》而聞名。

## 地理

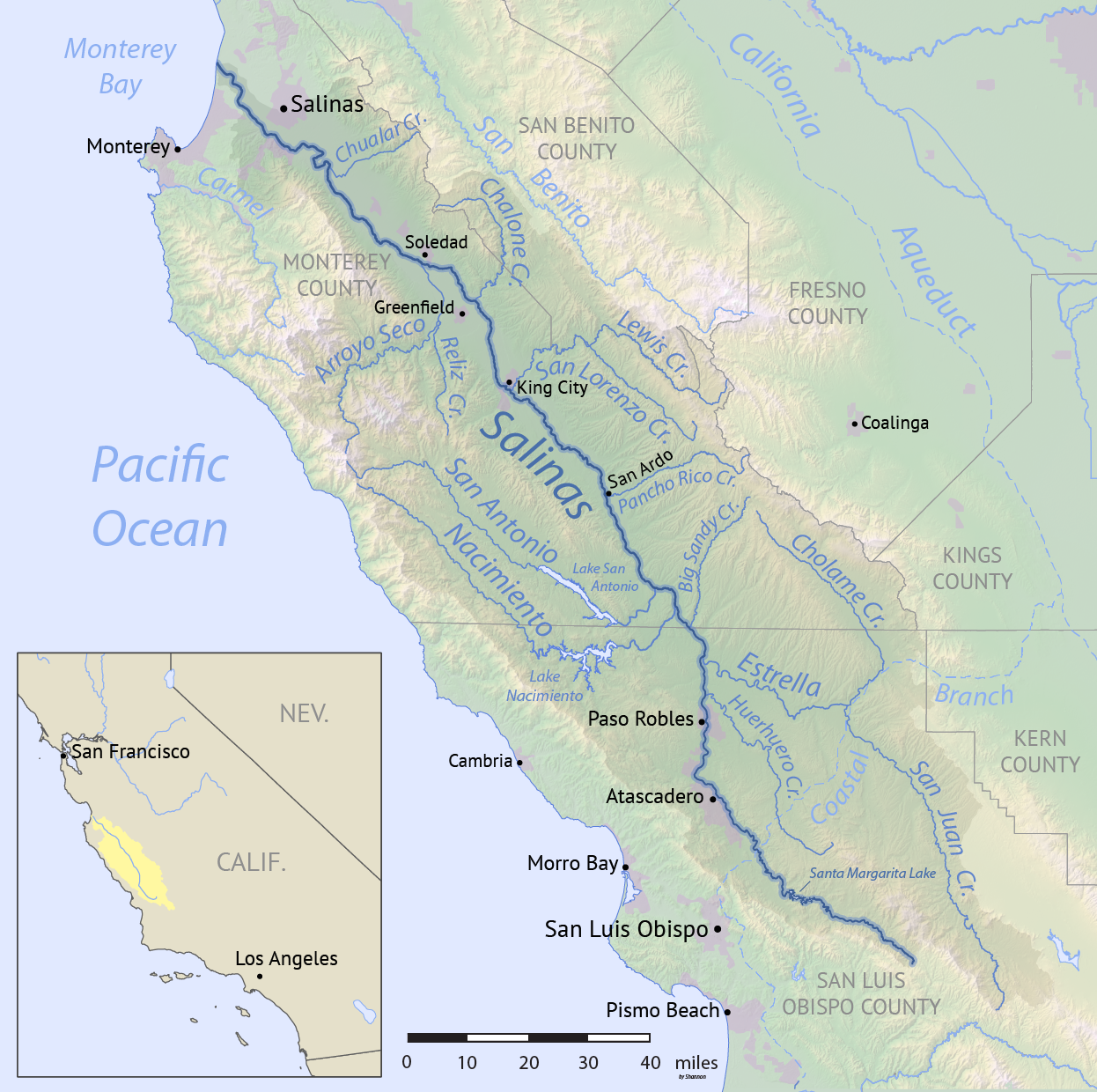
萨利纳斯河分水岭地图

薩利納斯山谷全長約145公里，從薩利納斯河口向東南靠近卡斯楚維爾、薩利納斯、金城和聖阿爾多延伸。該山谷以其所在的地質區薩利納斯地塊命名。薩利納斯谷的城市和人口稠密的地方包括布蘭得利、卡斯楚維爾、丘拉爾、岡薩雷斯、格林菲爾德、喬隆、金城、薩利納斯、聖阿爾多、聖盧卡斯、索萊達和斯普雷克爾斯。薩利納斯山谷位於加比蘭山脈和山脈之間，分別與薩利納斯山谷的東部和西部接壤。

## 事故
1963年9月，在丘亞拉以南约一英里的平交道，一辆载有墨西哥移民工人的公车与一列火车相撞，造成32名乘客死亡，25人受伤，是美国历史上最严重的交通事故。

## 气候
萨利纳斯山谷的天气从北到南各不相同。靠近蒙特雷湾和太平洋凉爽的沿海水域，夏季使山谷北部凉爽，冬季保持相对温和。山谷南部的极端温度更高，夏季更热，冬季更冷。夏季，内陆加热将海霧吸入山谷，蒙特雷湾附近有雾和低云，有时会延伸到山谷下方。气候非常适合聖露西亞高地的众多葡萄园，促進了當地的經濟發展。